# Residence Act

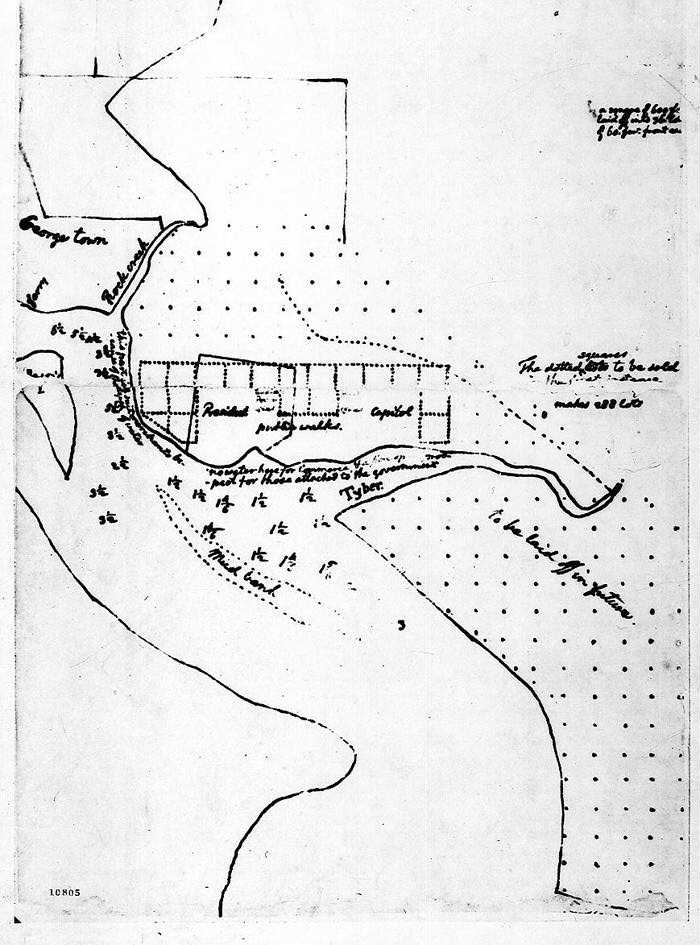
Esquisse de Washington, D.C. par Thomas Jefferson (mars 1791).

Le Residence Act of 1790, officiellement nommé An Act for establishing the temporary and permanent seat of the Government of the United States, est une loi adoptée par le Premier Congrès des États-Unis et promulguée par le président George Washington le 16 juillet 1790 mettant fin à la question de la localisation de la capitale des États-Unis. Le lieu retenu par la loi longe la rivière Potomac, sur le site de la future ville de Washington, D.C.. 
La loi désigne Philadelphie comme capitale temporaire du pays pendant la construction du nouveau siège du gouvernement qui sera bâtie selon les plans de Pierre Charles L'Enfant. À l’époque, le gouvernement fédéral officiait à partir de New York.